# Katherine Duncan-Jones
Katherine Dorothea Duncan-Jones (13 maggio 1941 – 16 ottobre 2022) è stata una critica letteraria britannica, nota per i suoi studi sul Rinascimento inglese e, in particolare, l'opera di William Shakespeare.

## Biografia
Figlia del filosofo Austin Duncan-Jones e dell'accademica Elsie Duncan-Jones, grande studiosa dell'opera di Andrew Marvell, era sorella dello storico Richard Duncan-Jones. Dopo i primi studi alla King Edward VI High School for Girls, conseguì la laurea in letteratura inglese al St Hilda's College dell'Università di Oxford. Dopo la fellowship al Somerville College di Oxford dal 1963 al 1965, Duncan-Jones fu fellow del college New Hall di Cambridge dal 1965 al 1966. Fu professoressa di letteratura inglese all'Università di Cambridge dal 1966 e all'Università di Oxford dal 1998 al 2001. Dal 1991 fu fellow della Royal Society of Literature.
Divenne nota soprattutto per i suoi  studi sulla poesia rinascimentale e in particolare sull'opera di Philip Sidney e Shakespeare. Dell'ultimo, in particolare, pubblicò una biografia nel 2010 ed edizioni critiche delle poesie (2007) e dei sonetti (2010).
Fu sposata con A.N. Wilson dal 1971 al 1990: la coppia ebbe due figlie, la classicista Emily Wilson e la "food writer" Bee Wilson.
È morta nel 2022 all'età di 81 anni.

## Opere principali

### Monografie
- Sir Philip Sidney: Courtier Poet, Yale University Press, 1991. ISBN 9780300050998
- Shakespeare. An ungentle Life, Londra, 2010. ISBN 978-1-408-12508-3
- Shakespeare. Upstart Crow to Sweet Swan 1592-1623, Londra, 2011. ISBN 978-1-408-13014-8

### Curatele
- Sir Philip Sidney: The Major Works, editor. Oxford University Press 2009 ISBN 9780199538416
- Shakespeare's Poems, Londra, 2007. ISBN 978-1-9034-3686-8
- Shakespeare's Sonnets, Arden, 2010. ISBN 9781408017975